# Linda Batista
Linda Batista (Salvador de Bahia, 4 giugno 1972) è un'attrice brasiliana.

## Biografia
Il suo ruolo più importante lo ebbe durante gli anni 2000 nella soap opera italiana Incantesimo in cui, dalla terza all'ottava stagione, vestì i panni di Denise Nascimento.
Tra i lavori cinematografici, si ricordano: Encantado, regia di Corrado Colombo, I banchieri di Dio, regia di Giuseppe Ferrara, entrambi del 2002, The Clan (2005), regia di Christian De Sica, Los Borgia (2006), La masseria delle allodole (2007), diretto dai fratelli Taviani.
Nel 2009 ha partecipato alla quarta edizione del reality show La fattoria, condotto da Paola Perego, dove è stata eliminata nel corso della quinta puntata, a due settimane dalla fine, con il 72% dei voti.

## Filmografia

### Cinema
- Orchidea selvaggia (Wild Orchid), regia di Zalman King (1990)
- I banchieri di Dio - Il caso Calvi, regia di Giuseppe Ferrara (2002)
- Encantado, regia di Corrado Colombo (2002)
- Ventitré, regia di Duccio Forzano (2004)
- The Clan, regia di Christian De Sica (2005)
- Los Borgia, regia di Antonio Hernández (2006)
- La masseria delle allodole, regia di Paolo e Vittorio Taviani (2007)
- E io non pago - L'Italia dei furbetti, regia di Alessandro Capone (2012)
- Il Gatto e la Luna, regia di Roberto Lippolis (2019)

### Televisione
- The Josephine Baker Story, regia di Brian Gibson – film TV (1991)
- Dove comincia il sole, regia di Rodolfo Roberti – serie TV (1997)
- Sotto il cielo dell'Africa, regia di Ruggero Deodato – serie TV (1999)
- Dov'è mio figlio, regia di Lucio Gaudino – film TV  (2000)
- L'isola del ritorno, regia di Marijan David Vajda – film TV (2000)
- Incantesimo, registi vari – soap opera (2000-2006)
- Shaka Zulu: The Citadel, regia di Joshua Sinclair – film TV (2001)
- Ocean Ave., regia di Jason Sklaver – serie TV (2002)
- La cittadella, regia di Fabrizio Costa – miniserie TV (2003)
- Elisa di Rivombrosa, regia di Cinzia TH Torrini – serie TV (2003)
- Luisa Sanfelice, regia di Paolo e Vittorio Taviani – miniserie TV (2004)
- La signora delle camelie, regia di Lodovico Gasparini – miniserie TV (2005)
- Elisa di Rivombrosa - Parte Seconda, regia di Cinzia TH Torrini – serie TV (2005)
- Donna detective, regia di Cinzia TH Torrini - miniserie (2007)
- Pompei, ieri, oggi, domani, regia di Paolo Poeti - miniserie (2007)
- Il bello delle donne... Alcuni anni dopo, regia di Eros Puglielli (2017)